# Taranto Football Club 1927
El Taranto Football Club 1927 es un club de fútbol de Italia, con sede en Tarento, en la región de Apulia. Fue fundado en 1927 y refundado en varias oportunidades. Compite en la Serie D, cuarta categoría del fútbol italiano.

## Historia

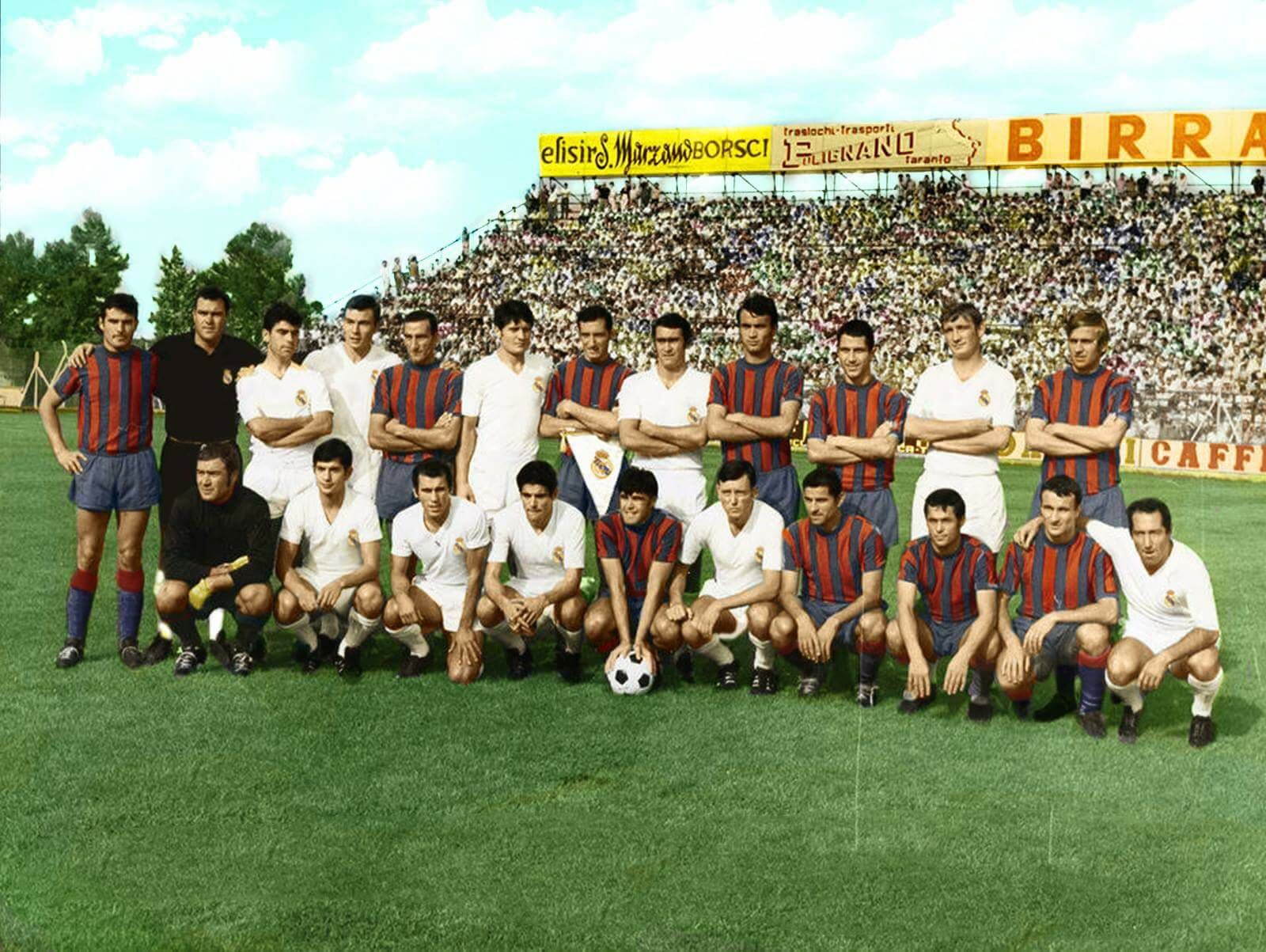
Amistoso entre Taranto y Real Madrid, 8 de septiembre de 1968.

Uno de los primeros equipos de la ciudad de Taranto fue el Mario Rapisardi, fundado en 1904. Otro equipo Italiano se fundaría ese año, U.S. Pro Italia. Entre ambos equipos se inentaron fusionar, aunque sin obtener buenos resultados. En 1911 después de la fundación de Audace Foot Ball Club fundado por un grupo de estudiantes, nace una rivalidad que se mantendría hasta 1927, cuando los 2 equipos se fusionaron para fundar el AS Taranto.
Este nuevo equipo lograría el ascenso a Serie B en el año 1935 donde solamente se podrían mantener por ese año, dado que al año siguiente descienden. Otra vez se fusionarían con otro club, esta vez con un equipo de la misma ciudad de Tarento, el U.S. Arsenale Taranto adoptan la denominación de U.S. Arsenaltaranto, club que perduraría hasta 1955 cuando se disuelven y vuelven a ser el antiguo equipo. En 1965, la primera sede propia del club se inaugura, después de un centenar de días necesarios para construirlo. Tras unos o de años jugando en la Serie B y Serie C vio el pico más alto jamás alcanzado por Taranto en 1977-1978, cuando el equipo, liderado por el delantero Erasmo Iacovone, resucitó y comenzó una lcha sin cuartel para el ascenso, sin embargo, el 6 de febrero de 1978 Iacovone murió en un accidente de tránsito. 
En 1985 el club fue declarado en quiebra por los magistrados, y fue sucesivamente tomado antes del final de la temporada. Por todo ello, se vio obligado a cambiar su denominación a una diferente, Taranto Football Club SpA. Sin embargo, después de varios otros problemas económicos, el equipo fue cancelado y declarado en quiebra en 1993.
Un nuevo equipo, llamado A.S. Taranto 1906, se creó en 1993 y sería registrado en la Serie D. El equipo llegó a la Serie C2 en 1994/95, pero vuelve a descender a mediados de 1997. Se declaró en venta en 1998, de modo que un nuevo equipo nació y se volvió a nombrar a US Arsenaltaranto. En 2000 asciende a la Serie C2 y cambia su denominación a Taranto Calcio Srl. Sin embargo, en 2004, el equipo fue declarado en quiebra una vez más y una subasta fue órdenada y finalmente el club quedó en manos del empresario Vito Luigi Blasi , que cambió su nombre en Taranto Sport SRL (nombre que conserva actualmente). En 2005/06, el equipo terminó en segundo lugar, ganando un lugar para disputar los play-offs de ascenso. La fase final de la Serie C2 terminó en un triunfo de Taranto Sport, que ganó la final de los playoffs contra S.S. Rende y regresó a la Serie C2 (Lega Pro Prima Divisione).
El 29 de junio del 2012, el equipo fue excluido del fútbol italiano profesional debido a que no se inscribieron en la Lega Pro Prima Divisione y en ese mismo verano el equipo fue rebautizado como Taranto Football Club 1927 en la Serie D.En 2015 el club cambió su nombre a Società Sportiva Dilettantistica Taranto Football Club 1927, al año siguiente consiguió regresar a la Lega Pro, aunque solo permaneció durante una temporada en la categoría. En 2021 el Taranto logró retornar a la Serie C.
Tras su ascenso en 2021 el equipo logró estabilidad deportiva en la tercera categoría del fútbol italiano, llegando a jugar la promoción de ascenso a la Serie B en la temporada 2023-24, sin embargo, en el plano administrativo el equipo comenzó a entrar en problemas durante ese año al enfrentar algunas deducciones de puntos por presentar irregularidades.
En la temporada 2024-25 la crisis del club se profundizó, enfrentando diversas sanciones por impagos de salarios y tasas federativas, lo que llevó a que el Taranto sufriera una penalización de 19 puntos negativos a lo largo de la temporada, llevando al equipo al último lugar de su grupo de la Serie C aunque manteniéndose en la competencia alineando a futbolistas Sub-19 y jugando los partidos a puerta cerrada para evitar el retiro de la competición, ya que en caso de abandono el club no podría jugar en la Serie D durante la siguiente temporada, sin embargo, la situación fue insostenible y el 7 de marzo de 2025 la FIGC anunció la exclusión del equipo de la Serie C, dejando en el aire el futuro del club.

## Estadio

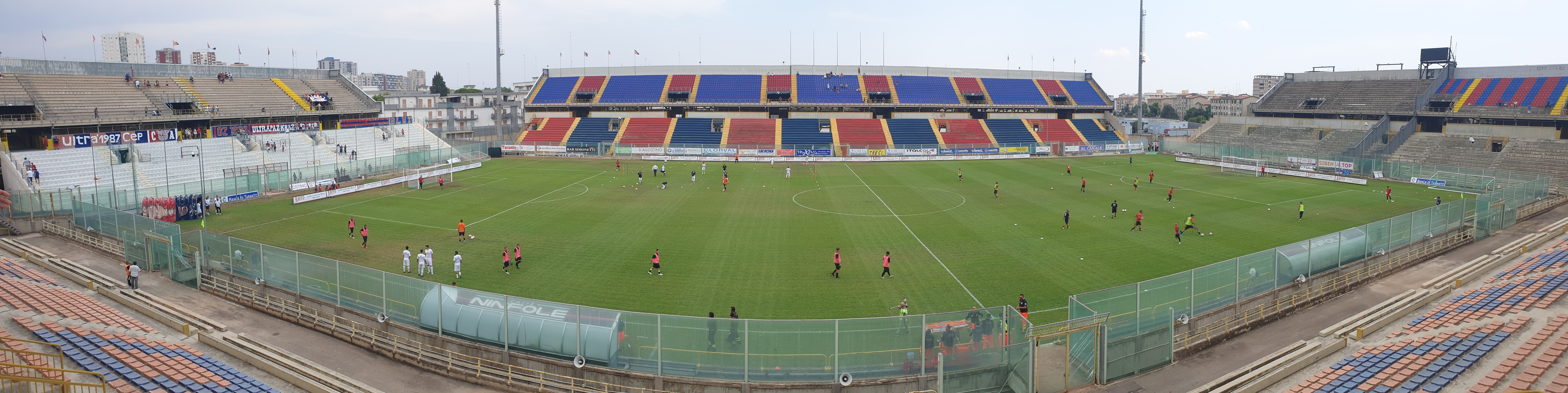
Estadio Erasmo Iacovone.

El Taranto disputa sus encuentros de local en el Estadio Erasmo Iacovone, con capacidad de 27.584 espectadores.

## Palmarés

### Torneos interregionales
- Serie C (2): 1936-37 (Grupo E), 1953-54
- Serie C1 (1): 1989-90 (Grupo B)
- Serie C2 (1): 2000-01 (Grupo C)
- Campionato Nazionale Dilettanti (1): 1994-95 (Grupo H)
- Serie D (1): 2020-21 (Grupo H)